# زیبیرخالی
زیبیرخالی (به لاتین: Zibirkhali) یک منطقهٔ مسکونی در روسیه است که در داغستان واقع شده‌است.